# Soletreo

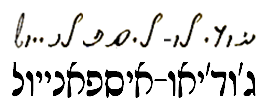
"Judeo-Español" escrito en idioma judeoespañol en escritura Rashi y Soletreo

Se denomina soletreo (solitreo) a la forma cursiva de escritura del idioma ladino también llamado judeoespañol, en el que usualmente se usa la escritura Rashi del alfabeto hebreo.